# Diversant
Diversant (von lateinisch diversio ‚Ablenkung‘, ‚Abschweifung‘ bzw. von russisch Диверсия diversija, deutsch ‚Wende rückwärts‘ im Sinne von Konterrevolution) ist ein im 20. Jahrhundert entstandener Begriff aus dem kommunistischen Sprachgebrauch.
Er kann eine Person beschreiben, die als feindlicher Agent, Saboteur oder Störer tätig ist. Als solche verübt sie Sabotageakte, Störmanöver und Subversion, die als Diversion oder Diversionsakte bezeichnet werden und sich gegen den Sozialismus stellt.